# Museu do Estado de Artes A. Kasteyev
O Museu do Estado de Artes A. Kasteyev é o maior museu de arte do Cazaquistão, localizado em Almaty.
O museu abriu em 16 de setembro de 1976, com base nas coleções da Shevchenko Kazakh State Gallery (criada em 1935) e do Museu Republicano de Arte Decorativa e Aplicada(criado em 1970). Em 1984, o museu foi renomeado para homenagear o artista cazaque Abilkhan Kasteev (1904-1973).
O museu possui uma coleção de mais de 23.000 obras, incluindo arte histórica e contemporânea do Cazaquistão, obras da era soviética (décadas de 1920 e 1990), obras de arte russas (do século XVII ao início do século XX), arte da Europa Ocidental (séculos XVI e XX) e arte do Leste Asiático (China, Índia, Japão e Coréia).
O museu de Kasteyev é especialmente conhecido por sua coleção de pintura e escultura cazaques, que provavelmente será a maior do mundo, incluindo obras de N. Nurmukhammedov, M. Kim, K. Yeserkeyev, K. Mullashev, T. Abuov e Y. Tolepbai.